# 白菊会
白菊会（しらぎくかい）とは、医学および歯学の発展のため、死後に自分の肉体（遺体）を解剖学の実習用教材となる事を約し、遺族が故人の意思に沿って医学部・歯学部の解剖学教室などに提供する「篤志献体」の組織である。
なお、白菊会は各大学の医・歯学部、また自治体に支部組織を持っており、献体登録者の総数は約20万人である（平成16年3月31日現在）。

## 歴史
- 1951年　倉屋利助が東京大学の解剖学教室をたずね、死後自分の遺体を医学の発展のために医学生に献ずると願った。
- 1955年　倉屋利助逝去。翌日、遺体は大学に運ばれ、利助の願いは聞き入れられた。
- 1955年　倉屋利助の息子、倉屋利一とその友人、東大解剖学教室の藤田恒太郎教授らの手によって献体の会が発足した。会の名は清純を連想させる「白菊会」と命名した。